# Wang Wen-tang
Wang Wen-tang (* 11. Juli 1987) ist ein ehemaliger taiwanischer Leichtathlet, der sich auf den Sprint spezialisiert hat.

## Sportliche Laufbahn
Erste internationale Erfahrungen sammelte Wang Wen-tang im Jahr 2007, als er bei den Asienmeisterschaften in Amman im 100-Meter-Lauf bis in das Halbfinale gelangte und dort mit 10,75 s ausschied und mit der taiwanischen 4-mal-100-Meter-Staffel im Vorlauf nicht das Ziel erreichte. 2010 nahm er erstmals an den Asienspielen in Guangzhou teil und wurde dort über 100 Meter im Halbfinale disqualifiziert und gewann mit der Staffel in 39,05 s die Silbermedaille hinter dem Team aus China. Im Jahr darauf gewann er dann bei den Asienmeisterschaften in Kōbe in 39,30 s die Bronzemedaille hinter den Teams aus Japan und Hongkong und schied anschließend bei den Weltmeisterschaften in Daegu mit 39,30 s im Vorlauf aus. 2013 belegte er bei den Asienmeisterschaften in Pune in 39,52 s den fünften Platz und verpasste anschließend bei den Weltmeisterschaften in Moskau mit 39,72 s erneut den Finaleinzug. Im Oktober gewann er dann bei den Ostasienspielen in Tianjin in 3:10,72 min die Bronzemedaille in der 4-mal-400-Meter-Staffel hinter den Teams aus China und Japan. 2014 schied er bei den Hallenasienmeisterschaften in Hangzhou im 400-Meter-Lauf mit 51,90 s in der Vorrunde aus und anschließend erreichte er bei den Asienspielen in Incheon nach 39,20 s den fünften Platz in der 4-mal-100-Meter-Staffel. Bei den Leichtathletik-Asienmeisterschaften 2015 in Wuhan schied er im 200-Meter-Lauf mit 21,31 s im Halbfinale aus und gewann mit der Staffel in 39,35 s die Bronzemedaille hinter den Teams aus China und Hongkong und anschließend schied er bei der Sommer-Universiade in Gwangju mit der Staffel im Vorlauf aus. 2017 bestritt er in Yilan seinen letzten Wettkampf und beendete damit seine aktive sportliche Karriere im Alter von 30 Jahren.
2010 wurde Wang taiwanischer Meister im 200-Meter-Lauf.

## Persönliche Bestleistungen
- 100 Meter: 10,53 s (+1,4 m/s), 10. April 2010 in Taipeh
- 200 Meter: 20,92 s (−1,3 m/s), 25. Mai 2012 in Taipeh
  - 400 Meter (Halle): 51,90 s, 15. Februar 2014 in Hangzhou